# مقاطعة إسكس
مقاطعة إسكس (بالإنجليزية: Essex County)‏ هي إحدى المقاطعات الموجودة في ولاية ماساشوستس. يبلغ عدد سكان مقاطعة إسكس حوالي 736457 نسمة حسب إحصائيات سنة 2008 وتعد مدينة لين من أكبر مدن المقاطعة.

## جغرافية المقاطعة
تبلغ مساحة مقاطعة إسكس حوالي 2146 كيلومتراً مربعاً (829 ميل مربع) منها 1297 كلم مربع (501 ميل مربع) في اليابسة و 849 كلم مربع (328 ميل مربع) في الماء. يحد مقاطعة إسكس من جهة الشمال مقاطعة رونغهام بولاية نيوهامشير ومن جهة الغرب مقاطعة ميدلسيكس والمحيط الأطلسي من جهة الشرق ومن جهة الجنوب يحدها مقاطعة سوفولك .

## أعلام
- بيلي بارتليت
- برادلي لورد
- هانه ويبستير فوستير
- مات بلوم
- جورج بيرنهام إيفز